# Seznam sekretářů a prefektů Dikasteria pro východní církve

## Sekretáři Kongregace pro východní církve (1917 - 1967)
Až do roku 1967 byl prefektem Kongregace pro východní církve sám papež, a proto jí stáli v čele kardinálové s titulem sekretář. 
- kardinál Niccolò Marini (1917–1922 odešel na odpočinek)
- kardinál Giovanni Tacci Porcelli (1922–1927 odešel na odpočinek)
- kardinál Luigi Sincero (1926–1936 zemřel)
- kardinál Eugène-Gabriel-Gervais-Laurent Tisserant (1936–1959 odešel na odpočinek)
- kardinál Amleto Giovanni Cicognani (1959–1961 jmenován Státním sekretářem)
- kardinál Gabriel Acacius Coussa (1961–1962 zemřel)
- kardinál Gustavo Testa (1962–1968 odešel na odpočinek)

## Prefekti Kongregace pro východní církve (1967 - 2022)
Od roku 1967 byla Kongregace pro východní církve vedena kardinálem s titulem prefekt.
- kardinál Maximilien de Fürstenberg (1968–1973 odvolán)
- kardinál Paul-Pierre Philippe, O.P. (1973–1980 odešel na odpočinek)
- kardinál Władysław Rubin (1980–1985 odvolán)
- kardinál Duraisamy Simon Lourdusamy (1985–1991 odvolán)
- kardinál Achille Silvestrini (1991–2000 odešel na odpočinek)
- kardinál Ignatius Moussa I. Daúd (2000–2007 odešel na odpočinek)
- kardinál Leonardo Sandri, od 9. června 2007

## Prefekti Dikasteria pro východní církve
K 5. červnu 2022 se změnil název na "Dikasterium pro východní církve", vedené nadále prefektem.
- kardinál Leonardo Sandri, od 9. června 2007 do 21. listopadu 2022
- kardinál Claudio Gugerotti, od 21. listopadu 2022